# Martin Donnelly
 Martin Donnelly  va ser un pilot de curses automobilístiques nord-irlandès que va arribar a disputar curses de la Fórmula 1.
Va néixer el 26 de març del 1964 a Belfast, Irlanda del Nord.

## A la F1
Martin Donnelly va debutar a la setena cursa de la temporada 1989 (la 40a temporada de la història) del campionat del món de la Fórmula 1, disputant el 9 de juliol del 1989 el G.P. de França al circuit de Paul Ricard.
Va participar en un total de quinze curses puntuables pel campionat de la F1, disputades en dues temporades consecutives (1989 - 1990), aconseguint una setena posició com millor classificació en una cursa i no assolí cap punt pel campionat del món de pilots.
Als entrenaments del Gran Premi d'Espanya del 1990 al Circuit de Xerès va patir un greu accident amb múltiples ferides que van provocar la seva retirada de la F1.

## Resultats a la Fórmula 1
| Any  | Equip                           | Xassís | Motor       | 1       | 2       | 3     | 4       | 5       | 6     | 7      | 8       | 9       | 10    | 11     | 12      | 13      | 14      | 15  | 16  | Posició | Punts |
| ---- | ------------------------------- | ------ | ----------- | ------- | ------- | ----- | ------- | ------- | ----- | ------ | ------- | ------- | ----- | ------ | ------- | ------- | ------- | --- | --- | ------- | ----- |
| 1989 | Arrows Grand Prix International | Arrows | Ford        | BRA     | SMR     | MON   | MEX     | USA     | CAN   | FRA 12 | GBR     | ALE     | HUN   | BEL    | ITA     | POR     | ESP     | JPN | AUS | -       | 0     |
| 1990 | Camel Team Lotus                | Lotus  | Lamborghini | USA NVS | BRA Ret | SMR 8 | MON Ret | CAN Ret | MEX 8 | FRA 12 | GBR Ret | ALE Ret | HUN 7 | BEL 12 | ITA Ret | POR Ret | ESP NVS | JPN | AUS | -       | 0     |

### Resum
| Curses: | Victòries: | Pòdiums: | Poles: | Voltes ràpides: | Punts: |
| ------- | ---------- | -------- | ------ | --------------- | ------ |
| 15 (13) | 0          | 0        | 0      | 0               | 0      |